# Sherrard Island
Sherrard Island är en ö i Australien. Den ligger i delstaten Queensland, omkring 1 900 kilometer nordväst om delstatshuvudstaden Brisbane.